# Academia Tunecina de Ciencias, Letras y Artes «Beit al-Hikma»
La Academia Tunecina de Ciencias, Letras y Artes «Beit al-Hikma» es una fundación tunecina fundada en 1983.
La academia comprende a algunos de los principales escritores e intelectuales de Túnez, como Mohamed Talbi y Mnaouar Smadah. Además, la organización es la mayor editora de artículos de investigación científica y de tesis del país.[cita requerida]
Su sede, concedida por el Estado, es el palacio Zarrouk, situado en Cartago, en el número 25 de la Avenida de la República.

## Historia
El objetivo inicial de la creación de la academia fue conmemorar la época de las casas del saber, así como revivir la institución fundada en el siglo IX en Kairuán.
La fundación fue elevada por una ley de 1996 a la categoría de empresa pública de carácter no administrativo, dotada de personalidad civil y de independencia financiera, y denominada Academia Tunecina de Ciencias, Letras y Artes «Beit al-Hikma».

## Organización

### Consejo ejecutivo
El consejo ejecutivo ha sido presidido sucesivamente por:
- 2011-2012: Mohamed Mahjoub[6]
- 2012-2015: Hichem Djaït[7]
- 2015-actualidad[actualizar]: Abdelmajid Charfi[8]

### Consejo académico
Mohamed Talbi fue nombrado presidente del consejo académico para el año 2011.

### Consejo científico
El consejo científico fue creado en 2011.

### Miembros de la Academia
En cada departamento se distingue entre miembros activos residentes en Túnez, miembros activos no residentes en Túnez, miembros asociados de nacionalidad extranjera y miembros correspondientes.
En 2017, la composición es la siguiente:
|                                               | Departamento | Departamento                                                                  | Departamento | Departamento | Departamento |
| Ciencias humanas y sociales                   | Ciencias islámicas | Ciencias naturales y matemáticas                                              | Letras | Artes | |
| --------------------------------------------- | --- | ----------------------------------------------------------------------------- | --- | --- | --- |
| Miembros activos residentes en Túnez          | - Sadok Belaïd - Yadh Ben Achour - Mahmoud Ben Romdhane - Azedine Beschaouch - Mongi Bourgou - Mounira Chapoutot Remadi - Abdelhamid Henia - Mehdi Mabrouk - Ammar Mahjoubi - Abdessalem Mseddi - Malika Ouelbani - Jaleleddine Saïd - Abdejelil Temimi - Fethi Triki | - Hichem Djaït - Hmida Ennaïfer - Mohamed Habib Marzouki - Mokdad Arfa Mensia | - Mohamed Salah Abbassi - Zohra Ben Lakhdhar Akrout - Rafik Boukhris - Mohamed El Ayeb - Abdelhamid Hassairi - Anouar Jarraya - Radhi Jazi - Souad Kammoun Chouk - Ahmed Marrakchi | - Jelloul Azzouna - Alia Baccar Bornaz - Raja Bahri Yassine - Emna Belhaj Yahia - Béchir Ben Slama - Mohamed Slaheddine Cherif - Mounir Fendri - Mohamed Rached Hamzaoui - Mounir Khélifa - Ali Louati - Azedine Madani - Mabrouk Mannai - Moncef Ouhaibi - Hamadi Sammoud - Mahmoud Tarchouna | - Kahéna Attia - Jalila Baccar - Ferid Boughedir - Rafik El Kamel - Mahmoud Guettat - Fadhel Jaïbi - Samir Triki |
| Miembros activos no residentes en Túnez       | - Fethi Ben Slama - Omar Charni - Ahmed Hasnaoui - Mondher Kilani - Mustapha Tlili - Melika Zghal | —                                                                             | - Ridha Arem - Mohamed Larbi Bouguerra - Salem Chouaïb | — | - Anouar Braham                                                                                                  |
| Miembros asociados de nacionalidad extranjera | - Abdessalem Cheddadi - Noam Chomsky - Wajih Kawtharani - Nacif Nassar - Abou El Kacem Saâdallah - Elias Sanbar - Houria Sinaceur | - Fred Donner - Hassen Hanafi - Gudrun Krämer - André Vauchez                 | - Roshdi Rashed - Elias Zerhouni | - Alaa Aswany - Waciny Laredj | — |
| Miembros correspondientes                     | - Amor Belhedi - Faouzia Farida Charfi - Mohamed Hassen - Mohamed Kerrou - Mohamed Mahjoub - Francisco Carrillo Montesinos - Mustapha Kamal Nabli | - Mohamed Bouhlel - Mohamed Chtiwi - Nejia Ouriemmi                           | - Habib Ammari - Ali Baklouti - Kamel Barkaoui - Raouf Bennaceur - Mustapha Besbes - Habiba Bouhamed Chaabouni - Bahri Rezig - Khalifa Trimèche                                    | - Samir Marzouki | - Samir Becha - Ridha Behi - Mehdi Dellagi - Anis Meddeb                                                         |

Miembros honoríficos:
- Chadly Ayari (Ciencias económicas)
- Abdelwahab Bouhdiba (Filosofía y ciencias sociales)
- Amor Chedli (Anatomopatología)
- Mustapha Filali (Literatura y lengua árabe)
- Ridha Mabrouk (Oftalmología)

## Objetivos
Los principales objetivos de la academia son:
- reunir a intelectuales para fomentar el desarrollo de la investigación en los distintos dominios de la ciencia y organizar coloquios y reuniones para intercambiar sus conocimientos;
- contribuir al enriquecimiento de la lengua árabe y desarrollar su potencialidad en las ciencias y las artes;
- contribuir a salvaguardar el patrimonio en los dominios de la investigación y la edición;
- elaborar diccionario y enciclopedias y traducir obras de otros idiomas;
- fomentar la creación y difusión de obras «del espíritu y del arte».